# Брандушка разноцветная
Брандушка разноцветная (лат. Bulbocodium versicolor) — травянистое растение, вид рода Безвременник (Colchicum) семейства Безвременниковые (Colchicaceae). Включено в Красную Книгу Российской Федерации, Красную Книгу Украины и Красную Книгу Молдавии.

## Ареал и среда обитания
Растёт в Средней Европе и в Восточном Средиземноморье (Пиренеи, Альпы), также на юге Европы, в Молдавии, России, на Украине. Как правило растет на степных склонах балок, реже на остепненных полянах в дубравах и на возвышенных участках речных пойм.

## Описание
Ранневесенний клубнелуковичный эфемероид, цветение одновременно с появлением листьев. Завязи находятся под землей, выходят на поверхность стрелками. Цветков — 2–3, реже 4, цвет лилово-розовый, длиной от 4 до 6 см, диаметром около 6 см, нижняя часть цветка под землей. Цветет ранней весной, продолжительность цветения 2 недели, каждый отдельный цветок цветет 8-10 дней. Листья начинают развиваться одновременно с цветками, впоследствии перерастают их и вытягиваются до 20–30 см, к концу мая желтеют и отмирают.

## Охрана
Включен в Красные Книги следующих областей России: Белгородская область, Волгоградская область, Воронежская область, Курская область, Липецкая область, Ростовская область, Саратовская область. И следующих областей Украины: Донецкая область, Кировоградская область, Полтавская область, Сумская область.

## Синонимы
На основе данных theplantlist.org (англ.). Проверено 24 ноября 2013 г.
- Bulbocodium dentatum Schur
- Bulbocodium dioszegianum Rapaics
- Bulbocodium montanum Fisch.
- Bulbocodium ruthenicum Bunge
- Bulbocodium vernum f. dioszegianum (Rapaics) Soó
- Bulbocodium vernum subsp. versicolor (Ker Gawl.) K.Richt.
- Bulbocodium versicolor (Ker Gawl.) Spreng.
- Colchicum bulbocodium var. versicolor (Ker Gawl.) K.Perss.
- Colchicum montanum Fisch. [Illegitimate]
- Colchicum versicolor Ker Gawl.	Synonym